# Myrcia angusta
Myrcia angusta är en myrtenväxtart som beskrevs av George Don jr. Myrcia angusta ingår i släktet Myrcia och familjen myrtenväxter. Inga underarter finns listade i Catalogue of Life.